# Ayrton Preciado
Eduar Ayrton Preciado García (ur. 17 lipca 1994 w Esmeraldas) – ekwadorski piłkarz z obywatelstwem hiszpańskim występujący na pozycji skrzydłowego lub napastnika, reprezentant Ekwadoru, od 2025 roku zawodnik argentyńskiego Aldosivi.

## Kariera klubowa
Preciado pochodzi z miasta Esmeraldas i treningi piłkarskie rozpoczynał w tamtejszej szkółce juniorskiej Fundación Amiga. W wieku trzynastu lat przeniósł się do amatorskiej drużyny CSD Juventus, po czym został graczem stołecznego Deportivo Quito. Do pierwszego zespołu został włączony jako siedemnastolatek przez szkoleniowca Carlosa Ischię i w ekwadorskiej Serie A zadebiutował 17 września 2011 w zremisowanym 2:2 spotkaniu z Imbaburą. Już w swoim premierowym sezonie 2011 wywalczył z Deportivo mistrzostwo Ekwadoru, był jednak wyłącznie rezerwowym dla graczy takich jak Julio Bevacqua, Fidel Martínez czy Matías Alustiza. Ogółem barwy Deportivo reprezentował przez niecałe dwa lata, lecz przez cały ten czas sporadycznie pojawiał się na ligowych boiskach, a przez ostatnie sześć miesięcy nie zanotował wręcz żadnego występu.
W lipcu 2013 Preciado na zasadzie wolnego transferu przeniósł się do portugalskiego drugoligowca CD Trofense. Tam spędził kolejny rok, mając pewną pozycję w formacji ofensywnej, lecz zajął z ekipą dopiero osiemnastą pozycję w lidze. Bezpośrednio po tym przeszedł do innego klubu z drugiej ligi portugalskiej – Leixões SC z siedzibą w Matosinhos, gdzie z kolei spędził sześć miesięcy, lecz niezmiennie w roli podstawowego skrzydłowego. W styczniu 2015 powrócił do ojczyzny; jego karta zawodnicza została sprzedana funduszowi inwestycyjnemu związanemu z trzecioligową drużyną Deportivo del Valle, który sześć miesięcy później oddał go stołecznej ekipy SD Aucas. Tam strzelił swojego premierowego gola w lidze ekwadorskiej, 23 sierpnia 2015 w wygranej 3:1 konfrontacji z Barceloną. Szybko został wiodącym graczem i niekwestionowaną gwiazdą ekipy Aucas, której jednak na koniec sezonu 2016 nie zdołał uchronić przed spadkiem do drugiej ligi.
W styczniu 2017 Preciado został graczem krajowego giganta – klubu CS Emelec z miasta Guayaquil.

## Kariera reprezentacyjna
W seniorskiej reprezentacji Ekwadoru Preciado zadebiutował za kadencji selekcjonera Gustavo Quinterosa, 22 lutego 2017 w wygranym 3:1 meczu towarzyskim z Hondurasem.